# El lobo en la cultura europea

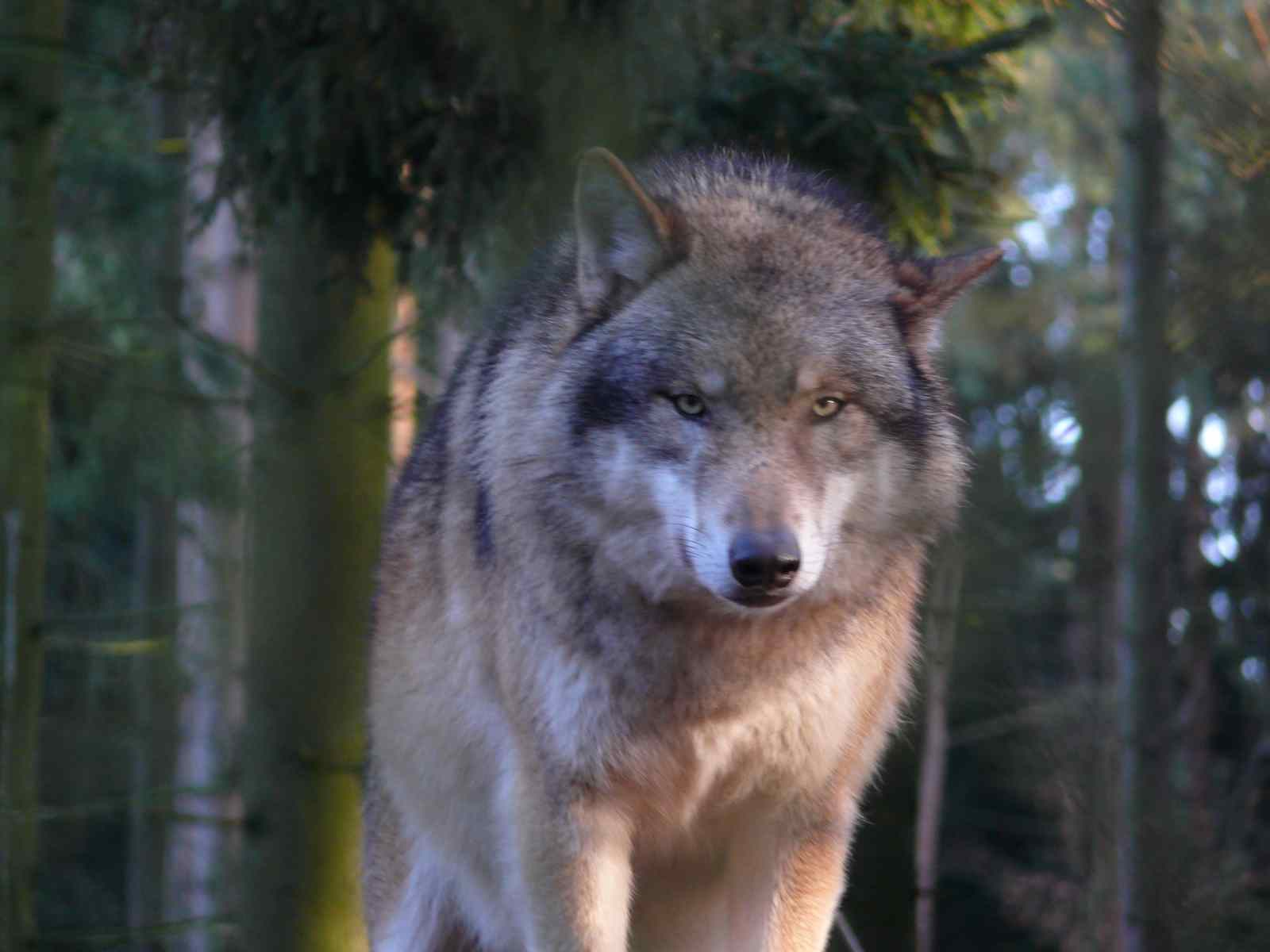
Lobo europeo

El Lobo gris, una subespecie de Canis lupus,  simplemente conocido localmente como lobo,  es uno de los animales más emblemáticos de Europa, fue honrado durante la Antigüedad en todos los pueblos antiguos de Europa.
Las mitologías europeas desde la costa del Mediterráneo hasta el norte de Escandinavia han vinculado constantemente al lobo con la fertilidad, la protección, la destrucción, el castigo, el sol y los heroicos dioses que encarnan estos valores como Apolo o Belenus.
Un aspecto de la proximidad entre los pueblos indoeuropeos en comparación con los nativos americanos de América del Norte es que el lobo simboliza a la vez la protección y la destrucción. Por tanto, existe una dualidad originalmente en el culto o la visión de este animal. El lobo ocupa un lugar en todas las religiones de Europa incluso en las monoteístas, es respetado, venerado o temido
Este simbolismo del lobo también se encuentra entre los pueblos turcos y mongoles, originarios de las estepas. Hay que recordar que la hipótesis Kurgan  (hipótesis mayoritaria entre los expertos a pesar de que sigue siendo controvertida) sitúa el origen de los indoeuropeos en la estepa póntica al norte del mar Negro y del mar Caspio. Por tanto, podemos asumir que existió una fuerte competencia entre los lobos y los humanos en este bioma.
Antes del desarrollo de la agricultura y la ganadería numerosos pueblos de Europa se decían descendientes de los lobos y rendían culto a un dios lobo antepasado suyo.
En la Antigüedad, ver un lobo antes del inicio de una batalla también era un presagio de victoria, el lobo era el animal simbólico del cazador y del guerrero.

## Paleolítico y Neolítico
En Europa las primeras interacciones confirmadas entre los lobos y los humanos se remontan al Paleolítico. Más tarde los lobos fueron domesticados y dieron origen al perro actual sin que el primero desapareciese del imaginario de los hombres.
En el Paleolítico, los artistas grabaron lobos en las paredes de cuevas.
La evidencia más antigua de la cohabitación entre las dos especies se remonta a hace 14 000 años.
Las huellas de la asociación entre las especies humana y canina se han descubierto en Renania, en Oberkassel en los alrededores de Bonn. Datan de alrededor del 12 000 antes de Cristo, es decir, 2 000 años antes de la revolución neolítica y 5 000 años antes de la domesticación de otras especies. El lobo fue el primer animal domesticado por los seres humanos.
También en Europa fue encontrado en los estratos del Magdaleniense (11 000 aC en la Kniegrotte (" cueva de la rodilla ") en Turingia (Alemania) varios huesos de cánidos. Según el arqueólogo checo Musil, este cánido difiere del lobo del Paleolítico superior europeo no solo en su menor tamaño sino también en el endurecimiento de los dientes de su mandíbula. Sin embargo no era todavía el perro actual. El perro doméstico por tanto apareció realmente con caracteres propios después de una larga convivencia con los seres humanos.
El lobo es el símbolo del poder de la naturaleza (similar a la imagen del león en África), que tanto protege como destruye. Una especie de rey de la fauna europea. Es también el único verdadero depredador organizado capaz de competir con el hombre en el entorno europeo. De hecho los lobos viven en manadas como el hombre vivía en esos momentos en la tribu.
Entre los cazadores-recolectores por lo tanto era el adversario y el ejemplo a través de su organización social jerárquica y su capacidad de utilizar todos los recursos de la manada para cazar y asegurar la supervivencia del clan.
En esa época los lobos eran mucho más numerosos que los hombres en Europa y estos últimos se encontraban con ellos fácilmente.

## Mundo Celta
El lobo era un símbolo para los celtas. Lug, el dios supremo de la mitología celta, se representa acompañado de dos lobos, lo que se explica probablemente por la similitud entre el indoeuropeo *leuks «luz», que es tal vez la base del nombre de Lug, y *lukwos (o *wlkwos), que significa «lobo».
Los volcas eran una confederación de tribus celtas establecidos en la Galia y a lo largo del Danubio. Volcas podría significar "lobos", pero también se han propuesto otras etimologías.

### Entre los galos
En la tradición celta bretona Bleiz ( "lobo" en bretón moderno, Bleid en el bretón antiguo) es uno de los últimos druidas, es el instructor de Merlín, futuro líder espiritual del rey Arturo. Vivió como un ermitaño en el bosque con los animales a los que cuidaba y rodeado de lobos. El lobo era un animal atributo del Dios Belén, su protector. Bleizpor lo tanto se consideró y apodó como "el hombre lobo".
Algunos soldados galos cubrían sus cascos con una cabeza de lobo después de haber comido su corazón en un ritual.Esto lo hacían con el fin de atribuirse las cualidades del lobo. El perro sustituyó progresivamente a este último en el culto celta, añadiéndole algunos atributos.

## Mitología germánica y nórdica
.

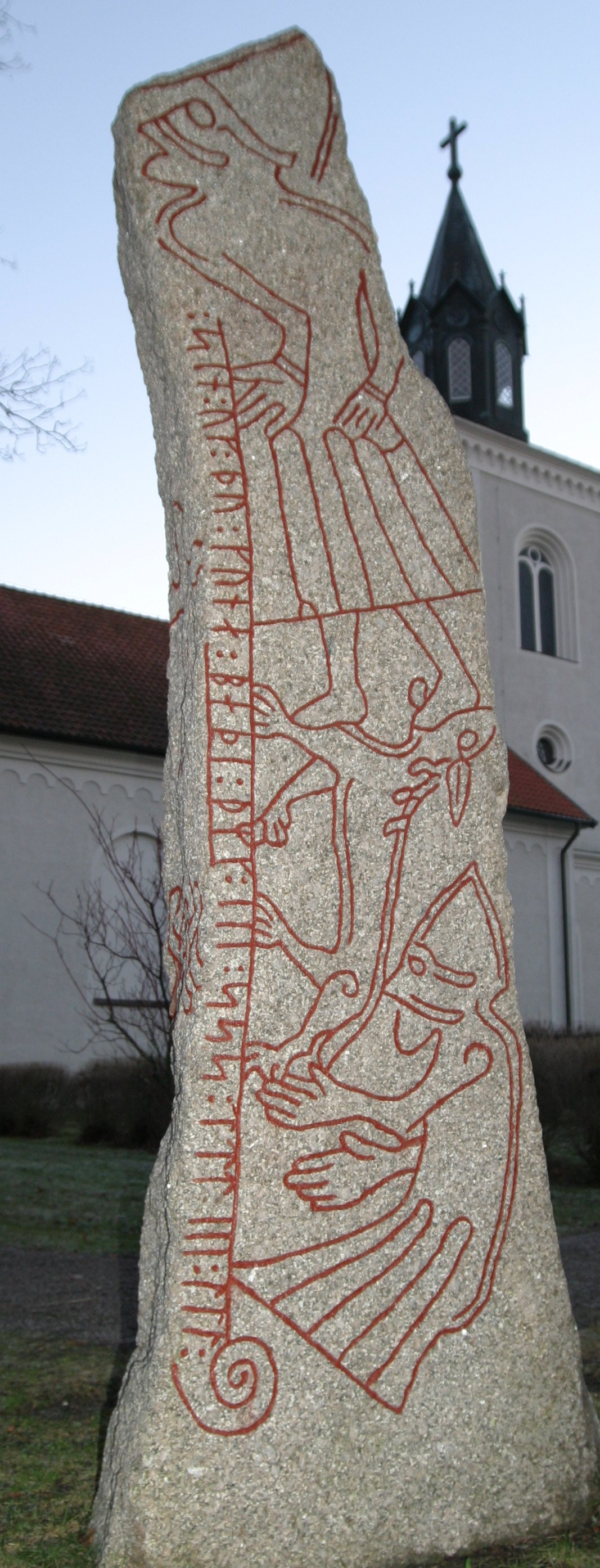
Rúnica que representa el lobo Fenrir, Östergötland, Suecia

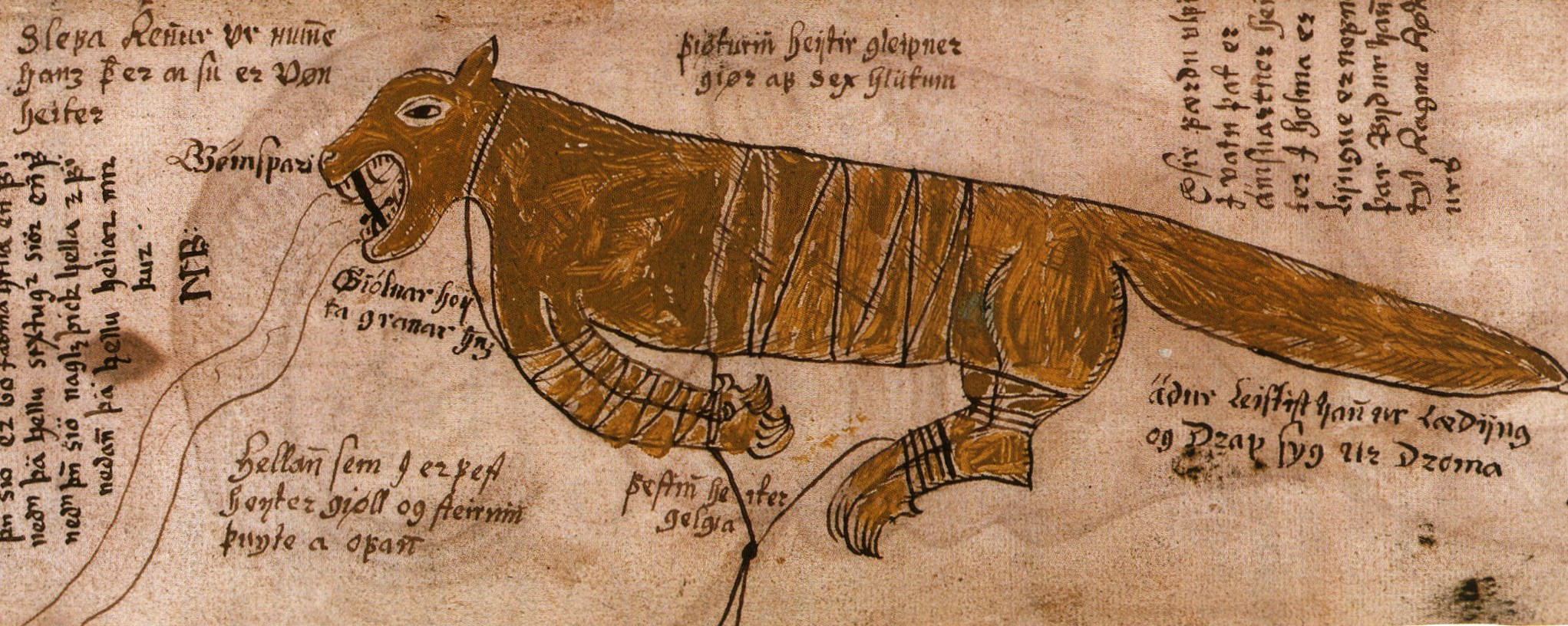
Fenrir Representación

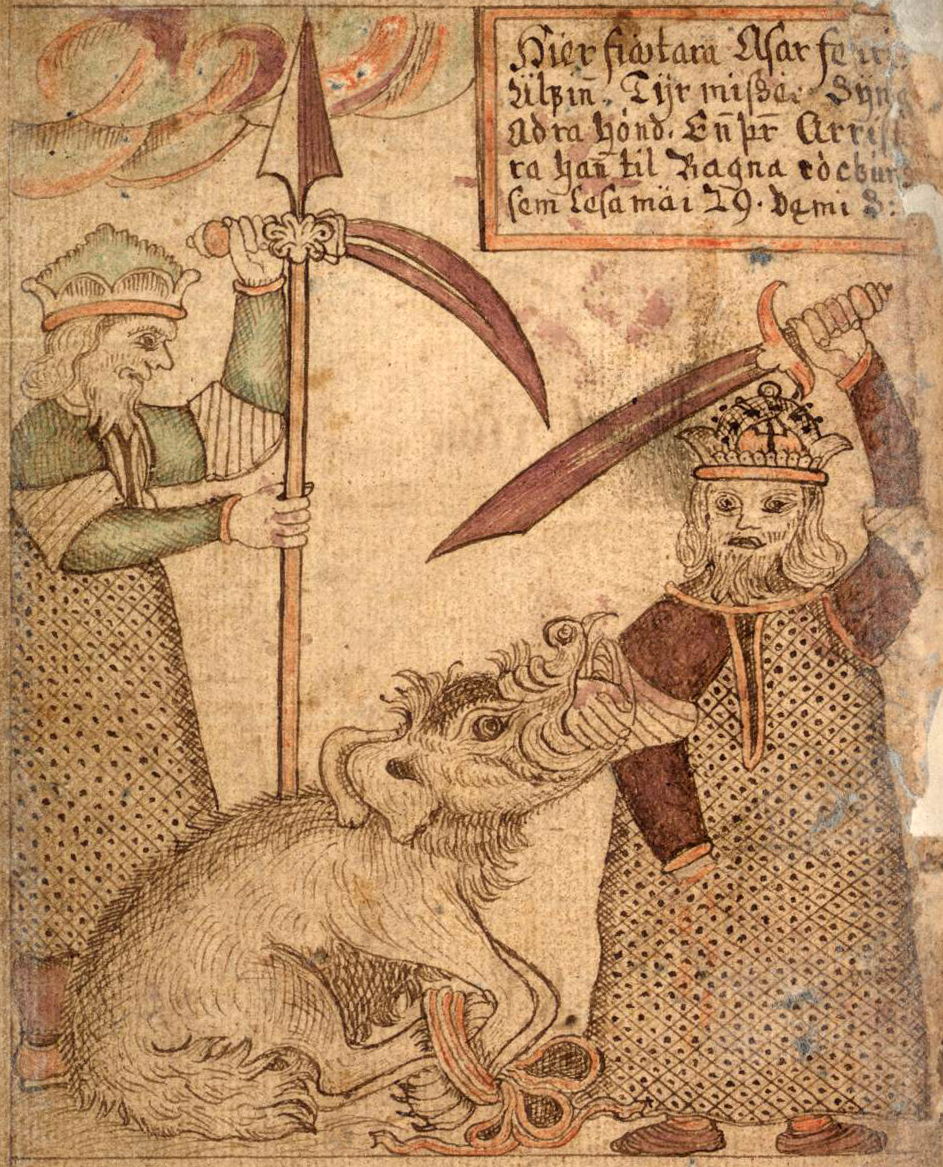
Fenrir agarra el brazo de Tyr.
Manuscrito SÁM 66, 1765, Copenhague, Biblioteca Real.

Cuando Odín reinaba en su palacio de Valhalla, era representado con dos grandes lobos yaciendo a sus pies como en el caso del celta Lug.
En la mitología germánica, Fenrir el lobo, el "Destructor" era el responsable de la destrucción del orden mundial, era el ejecutor del Destino. Antes del fin del mundo otros dos lobos (Managarm) deberían también devorar al Sol y la Luna, lo cual sería la señal del fin del mundo y la confrontación final. Estos temas se encuentran en la mitología gala desde que se encontró un estatero de oro de los Unelos que representa a un lobo dispuesto a tragarse una rueda solar. Del mismo modo, una moneda de los Sylvanectes representa una figura deforme con su brazo izquierdo entre las fauces de un monstruo que es probablemente un lobo.
Fenrir fue hijo de Loki y era un gigante, fue criado por los Ases (dioses), pero creció tan rápido y se hizo tan fuerte que tuvieron que encadenarlo.
En la antigua Alemania, como en la Galia, los guerreros se comían los lobos para adquirir sus cualidades, como son: la fuerza, la velocidad y la resistencia. Este ritual permitía dar valor a los combatientes poniéndoles bajo la protección de los lobos.
Muchos antropónimos germánicos (incluyendo nombres nórdicos) se hacen con el elemento nórdico antiguo Ulfr, de otra forma Ulfr,  Inglés antiguo Wulf, antiguo alto alemán wolf (a menudo reducido a -ulf, -OLF como el segundo elemento de un compuesto), etc. significando todos "lobo", por ejemplo: Gundulf, Arnulfo, Rodulf, Hariulf, Wolfgang, Wulfram, Wulfila (o Ulfilas) Askulf, Thorulf, Ragnulf, Oddulf, Ingenulf, Haulf, Adolf, Thiudulf, Landulfo, Pandulfo, Gisulfo, Wulfgar Wulfstan, etc.
La mayoría de estos antropónimos han caído en desuso como primer nombre, pero permanecen aún frecuentes como apellidos (ver en Normandía: Renouf, Ingouf, Uf, Surcouf, Ozouf, etc.) o en los topónimos.

## Entre los antiguos griegos
El lobo era llamado "Lycos" (rac. Λυκw terminado en una consonante labiovelar que evolucionó en k- en gr. y p- en lat.).
En griego original, los dos términos utilizados para la luz y el lobo eran tan cercanos que a veces terminaban confundiéndose: Apolo Licia según las interpretaciones designaba tanto al dios de la luz como al dios lobo.
El lobo era también el emblema del dios solar Apolo por su labor de vigilancia.
Zeus se casó con Hera pero tuvo un romance con Leto que quedó embarazada de él. Para proteger a Leto Zeus la transformó en lobo y la condujo a la isla de Delos donde dio a luz a dos niños: Apolo y Artemis. Teniendo un lobo por madre, recibieron el sobrenombre de Artemisa Lycaea y Apolo Licio.
En Apolo, el dios lobo,  Daniel E. Gershenson ve en Apolo un dios de origen indoeuropeo cuyos principales atributos se resumen en la frase Apolo dios lobo. Este autor está en la misma línea que los trabajos de Louis Gernet Dolón el Lobo y Henri Jeanmaire Couroi y curetes.
Según estos autores hay que entender no el culto del animal en sí mismo sino el de su simbolismo de lobo mítico, cuyo poder es ejercido por el viento, como se ve por sus propiedades tanto beneficiosas como destructivas. Los vientos como el Céfiro viento-lobo pueden ser favorables a las semillas pero también proceden de las cavernas y este origen subterráneo los pone en relación con el Infierno. El viento es así considerado como el pasaje entre el caos y el universo. Cita requerida
Esto explica el papel de la deidad como tutor de los efebos, guerreros jóvenes que completan su iniciación de adultos, la función protectora del grano sembrado y finalmente su papel de dios de la profecía que revela los misterios e inspira a músicos y poetas. El Liceo, creado por Aristóteles, se situaba en un gimnasio al lado del templo de Apolo Lykeios. Apolo Lykeios, el dios-lobo Apolo sería el maestro de los pasajes, el dios que transformaba las fuerzas caóticas de las cofradías de hombres lobo desde la adolescencia a la edad adulta, que revelaba a través de la profecía o Pitia  el mundo oculto hacia el mundo que se ve.
Gershenson posee numerosos testimonios en el mundo europeo que podrían mostrar que este dios lobo y el dios-viento se remontan a un período anterior a la separación de los pueblos europeos que penetraron en Europa central y del Sur. Sus deducciones fueron confirmadas posteriormente por Bernard Sergent, un autor que ha puesto de relieve el vínculo de Apolo con los lobos, su papel en la iniciación y su origen indoeuropeo. Apolo está particularmente asociado con Boreas, el viento del norte. Lug, su homólogo celta, es un "cabalgador de tormentas. " Sergen, sin embargo acusa a Gershenson de dar una visión demasiado simplista de Apolo, este dios tendría una personalidad mucho más rica que la que se describe en esta tesis
En Delfos, el templo de Apolo estaba vigilado por un lobo de bronce, en memoria del verdadero lobo que habría protegido los tesoros del templo contra los ladrones.
En la mitología griega, el dios Hades, señor del inframundo también aparece vestido con una piel de lobo.

### Entre los troyanos
Dolón el Lobo descrito por Homero era un guerrero troyano que se vestía con una piel de lobo y le imitaba. Sin embargo, según la historia Dolon nunca fue capaz de conseguir las cualidades de lucha de este animal.

## Entre los etruscos

Mapa de la Etruria a su máxima expansión

En la tradición etrusca, los monumentos y objetos funerarios estaban adornados con una forma humana con cabeza de lobo llamada Aita. A menudo se pueden ver manos retorcidas agarrando un cuerpo humano.
Este híbrido no sería sino el antepasado lobo de los etruscos, así lo apoya Salomon Reinach. Los etruscos al igual que otros pueblos de Europa y Anatolia se proclamaban descendientes de los lobos.

## Los romanos

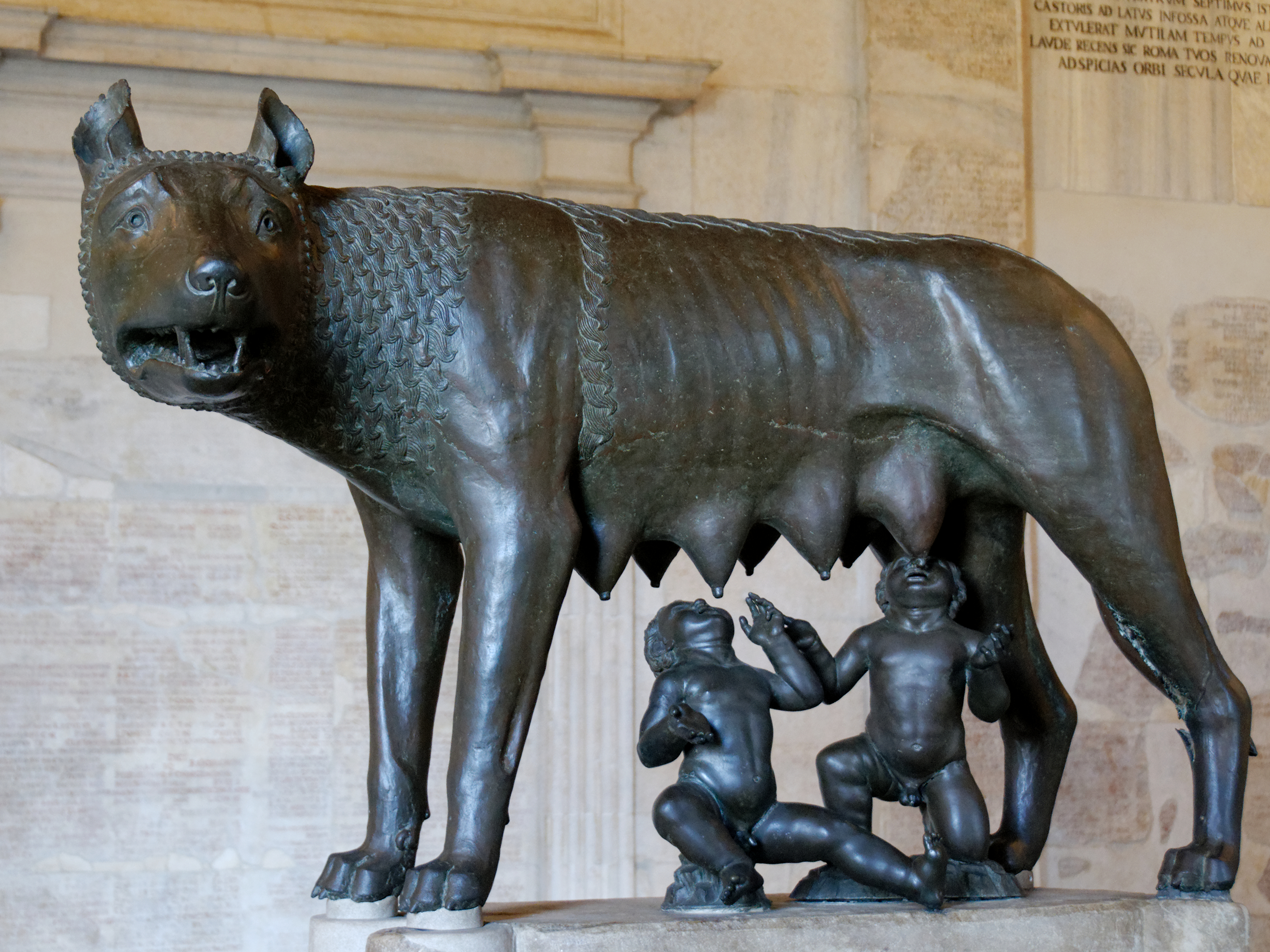
estatua de la Loba amamantando a Rómulo y Remo

Fauno Luperco era el dios de los rebaños, se le veneraba y se invocaba su protección contra ataques de lobos, se le celebraba mucho durante las Lupercalias.
En la mitología romana era también el símbolo de Marte, dios de la guerra.
Entre los Sabinos, pueblo que tuvo mucha influencia en la cultura romana, Marte (o más exactamente Quirino) era un dios lobo que sin duda jugó un papel importante en la adopción del lobo como animal simbólico de Roma.
La Loba era y sigue siendo el símbolo de Roma, símbolo de la fertilidad y la protección. Los gemelos Rómulo y Remo abandonados en la orilla del Tíber fueron recogidos, alimentados y criados por una loba, convirtiéndose en el emblema de la ciudad y, posteriormente, fue venerada por todos los ciudadanos del Imperio. El lobo era a la vez el símbolo del padre Marte y de la madre de acogida del primer Rey de Roma.
En Roma aún se frota con grasa de lobo la puerta de la casa de los recién casados para que les traiga felicidad.
También es de destacar que las prostitutas romanas eran llamadas lupa: "las lobas", término que dio lugar a la palabra lupanar llamando así a un "burdel".

## Los dacios

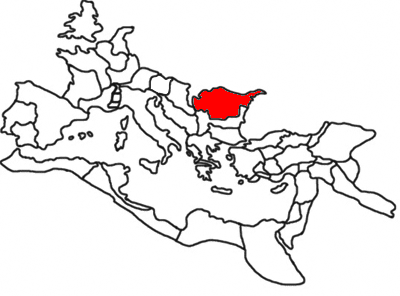
La Dacia romana

Los dacios se llamaban los lobos o los que se parecen a los lobos
- Dacia

Se consideraban descendientes de los lobos como los etruscos.
El dios lobo es el que guiaba las almas de los muertos al otro mundo.
Según María Runcanu etnóloga del Museo Etnográfico de Comanesti en el este de Rumania:  La estabilidad de su comportamiento reproductor, la ferocidad con la que se procura su comida, su dignidad [...] todas estas características han hecho del lobo, durante la antigüedad, una verdadera divinidad .
```
Clr
```

## Creencias eslavas
El lobo fascinó a los pueblos eslavos, como lo demuestran los muchos cuentos antiguos. Los eslavos provienen de los pueblos germanos y bálticos. Le concedieron la facultad de
metamorfosearse según las circunstancias y por lo tanto tien un papel de iniciador.
Los Lutices, pueblo eslavo se decían descendientes de los lobos. Lutices significa "los lobos".

## Creencias cristianas
Para los residentes rurales en una Europa en plena expansión demográfica y en fase de masiva deforestaciónn el lobo se considera un enviado del diablo y como él era uno de los símbolos del paganismo, las autoridades religiosas de la época por lo tanto comenzaron a satanizar al lobo y a abogar por su exterminio.
Sin embargo San Francisco de Asís consideraba al Hermano Lobo como un semejante, mientras que en los tiempos modernos el Movimiento Scout europeo sea o no de espiritualidad cristiana se muestra muy favorable al lobo y a sus cachorros.

### Antecedentes
Gracias a los progresos de la agricultura, los seres humanos siempre han ampliado su tierra cultivable y la ganadería en detrimento de las zonas forestales. El Feudalismo y la caza recreativa disminuyeron mucho las presas por lo que los lobos comenzaron a atacar más a los rebaños de ovejas que eran presa fácil en tiempos de escasez de alimentos.
El lobo no ataca normalmente a los seres humanos, de hecho, incluso con hambre, teme a los seres humanos, sobre todo si se le hace frente. Enfrentado al hombre el lobo se aleja o huye.
Sin embargo, los lobos de la Edad Media seguían a los hombres que iban de camino a los pueblos por la noche, pero siempre a distancia. Probablemente lo hacían para alimentarse, pensando que el hombre iba de caza y ellos podrían alimentarse de los restos que dejara. Estas historias de lobos persiguiendo en la distancia durante largos trechos a hombres, a veces solitarios, acentuaron el fenómeno del miedo a los lobos.
Sin embargo, los ataques de lobos contra los seres humanos se cuentan por primera vez en la Edad Media a finales de la Guerra de los Cien Años, los ataques también se correlacionan con los brotes de rabia que explican el cambio de comportamiento. En esta época de hambre, el lobo devoraría los cadáveres dejados por los ejércitos. Pero los lobos rabiosos no acostumbrados a la carne humana atacarían a los hombres debilitados. Estos casos de depredación desaparecieron en 1820 debido a la ausencia de fosas comunes abiertas a partir de entonces. Sin embargo, permanecen algunos ataques aislados vinculados a brotes de rabia, pero en este caso se identifica la causa (enfermedad).
En el siglo XVIII, pocas personas vieron a la bestia que ensangrentó la Gévaudan, una especie de castigo divino.
El lobo fue exterminado cada vez más.
Sin embargo, incluso después de la rarificación y la extinción de la especie en muchos países que alguna vez había ocupado, ha seguido alimentando la imaginación de la gente a través de expresiones lingüísticas como los cuentos.

## Nomenclatura
El lobo ha inspirado muchos nombres vernáculos, nombres de lugares, etc. derivados del folclore popular:

### Botánica
En botánica, el término se aplica a especiess de plantas:
- Acónito mata lobos, de la familia de Ranunculáceas; altamente tóxico.
- Cara del lobo, nombre vernáculo de Anchusa arvensis (Anchusa arvensis), de la familia Boraginaceae.
- Boca de lobo, nombre vernáculo de Boca de Dragón, de la familia de Scrophulariaceae.
- Hierba de lobo, nombre vernáculo de Lupin, de la familia de las Fabaceae; de semillas amargas y venenosas.
- Cola de lobo, nombre vernáculo de la dedalera, de la familia de las Scrophulariaceae; tóxica.
- Uva de lobo, el fruto venenoso de Solanum nigrum, la familia de Solanáceas.
- Pedo de lobo, un hongo

### Literatura
En la literatura, el lobo es un personaje recurrente, incluyendo:
- Los cuentos. Por ejemplo, en Caperucita Roja (1698), de Charles Perrault.
- Las fábulas. Por ejemplo, en El lobo y el cordero (1668), de Jean de La Fontaine.